# Ormosia burneyensis
Ormosia burneyensis là một loài ruồi trong họ Limoniidae. Chúng phân bố ở miền Tân bắc.